# Vòm đá Darwin

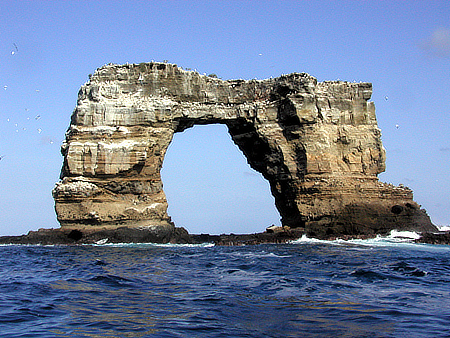
Vòm đá Darwin năm 2006

Cột Darwin, trước đây được gọi là vòm đá Darwin là một đặc điểm của vòm đá tự nhiên nằm ở phía đông na lm của đảo Darwin ở Thái Bình Dương. Vòm đá nằm trên một cao nguyên ngập nước, đá, có hình dạng bất thường, có biệt danh là "nhà hát". Vòm đá bị sụp đổ do xói mòn tự nhiên vào ngày 17 tháng 5 năm 2021, để lại hai cột trơ trọi.

## Địa lý
Thuộc quần đảo Galápagos, đảo Darwin là một đảo nhỏ không người sinh sống với diện tích 2,33 kilômét vuông (0,90 dặm vuông Anh) và độ cao 168 mét (551 ft). Vòm đá Darwin có cự ly 1 kilômét (0,62 mi) về phía đông nam của hòn đảo và có hình dáng như chiếc cầu, được tạo ra bởi hiện tượng xói mòn. Phần vòm đã có chiều cao 43 m, dài 70 m và rộng 23 m.